# Не народжуйся красивим
«Не народжуйся красивим» — комедійний фільм 2008 року.

## Зміст
У Роберта і Марини свій бізнес. Вони успішні, проте на плечі Марини лягла організація справи і пошук угод, а от Роберт — творча особистість, поглинена своїм особистим життям, вечірками і жінками. Коли вони стоять на порозі важливого договору з іноземцями, то Роберт пропадає невідомо куди. Марина хоче знайти свого партнера по роботі, проте з нею відбувається дивний інцидент.

## У ролях
- Дмитро Паламарчук — Роберт Петрович Фріскін
- Антон Васильєв — Сава Андрійович Йолкін